# رادیو کردی کرمانشاه
رادیو کردی کرمانشاه (به کردی: ڕادیۆی کوردیی کرماشان)، یک شبکهٔ رادیویی موج کوتاه و نخستین رادیوی کردی‌زبان موج کوتاه بود که در سال ۱۳۳۹ در شهر کرمانشاه به راه افتاد. این رادیو تا شهریور ۱۳۷۵ به پخش برنامه‌های خود به زبان کردی ادامه داد. رادیو کردی کرمانشاه از نظر تقدم زمانی چهارمین مرکز رادیو به زبان کُردی بوده است.
|  |

## تاریخچه
رادیو کردی تهران در ۴ آذر ۱۳۲۵ در شهر تهران در شرایط حساس سیاسی ناشی از اعلام جمهوری آزاد کردستان در شهر مهاباد از سوی حکومت محمدرضا پهلوی افتتاح شد. برنامه‌های این رادیو در ابتدا تنها به کردی سورانی بود، اما از سال ۱۳۳۵ پخش برنامه به کردی کرمانجی نیز آغاز شد. این رادیو در سال ۱۳۳۹ به شهر کرمانشاه منتقل شده و رادیو کردی کرمانشاه نام گرفت. کادر تولیدکنندهٔ برنامه‌ها نیز ۲ سال بعد، از سال ۱۳۴۱ به کرمانشاه منتقل شده و در این شهر ساکن شدند. فرستنده‌های این رادیو در کرمانشاه و قصر شیرین قرار داشتند و رادیو کم‌کم مخاطبان بسیاری در میان کردهای هر چهار کشور به دست آورد.
رادیو کردی کرمانشاه، در سال ۱۳۳۹ خورشیدی در ساختمانی در خیابان شاهبختی (معلم کنونی) در شهر کرمانشاه که امروزه با نام خانهٔ خدیوی در فهرست آثار ملی ایران ثبت شده‌است، آغاز به کار کرد. پخش برنامه‌های رادیو کردی کرمانشاه مانند رادیوی فارسی کرمانشاه از آغاز از یک فرستندهٔ بی‌سیم یک کیلو واتی متعلّق به ارتش صورت می‌گرفت. از سال ۱۳۵۳ با افتتاح ساختمان جدید رادیو و تلویزیون کرمانشاه در میدان نفت این شهر، مکان رادیو نیز به ساختمان جدید منتقل شد.
این رادیو به مدت ۳۶ سال بدون وقفه به فعالیت پرداخت و در اوج فعالیتش با مدیریت مظهر خالقی روزی ۱۲ ساعت برنامه پخش می‌کرد. از سال ۱۳۵۹، رادیو کردی برون‌مرزی تهران شروع به کار کرد که سبب انتقال مجدد فعالیت‌های رادیو کردی به تهران گردید. در این دوره برنامه‌های کردی برای مخاطبان کرد خارج از ایران تهیه می‌شد. آغاز به کار این رادیو سبب شد تا از سال ۱۳۶۲، رادیو کرمانشاه عملاً به حالت نیمه‌تعطیل دربیاید. روند کاهش تدریجی تولید و پخش برنامه به زبان کردی در رادیو کردی کرمانشاه تا شهریور سال ۱۳۷۵ طول کشید و نهایتاً پس از به قتل رسیدن ماموستا ربیعی در قتل‌های زنجیره‌ای ایران، رادیو کردی کرمانشاه برای همیشه تعطیل شد.
در دو تا سه هفتهٔ آغازین جنگ ایران و عراق به رادیو فرمان داده‌شد که از ساعت ۷ صبح تا ۲۴ شب، فقط به زبان عربی برنامه پخش شود. در این مدت برنامه‌های رادیو کردی کرمانشاه از ساعت ۲۴ تا ۷ صبح پخش می‌شدند.

## نمایش‌های رادیویی
برنامه‌ای به نام داستان شب از رادیوی کردی کرمانشاه پخش می‌شد که در گروه نمایش رادیو کردی تهران تهیه می‌شد. در گروه نمایش رادیو کردی تهران، افرادی همچون محمدصدیق مفتی‌زاده، جمیل روژبیانی، اسعد سراج‌الدینی، ، پروین مشیر وزیری،  عبداللطیف هاشمی و نیز سواره ایلخانی‌زاده ایفای نقش می‌کردند. این نمایش‌های رادیویی معمولاً به موضوعاتی همچون زندگی جوانمردان و عیاران کرد و نیز داستان‌های ادب کردی، مانند لاس و خزال، خج و سیامند، مم و زین و … و همچنین ترجمه‌ها و اقتباس‌هایی از ادبیات فارسی و نیز ادبیات جهان می‌پرداختند.
همچنین روزهای جمعه نیز برنامه‌ای به نام به‌زمی هه‌ینی پخش می‌شد.

## بخش ادبیات و موسیقی
برنامه‌ای به نام باخچهٔ گوڵان، برنامه‌ای به‌نام کاروان شعر و موسیقی با مسئولیت شکرالله بابان، حسام‌الدّین امین و عزیز علوی (به کردی کرمانجی)، به شعر و موسیقی کردی اختصاص داشت. معمولاً ترانه‌های کردی در فواصل بین برنامه‌های دیگر نیز پخش می‌شدند.
استاد  سید محمد طاهر هاشمی در برنامه‌هایی به نام‌های هه‌وارگهٔ دڵان و گوڵزاری ئه‌ده‌ب به ادبیات کردی می‌پرداخت و به جز شعر، بخش‌هایی را نیز به نثر کردی اختصاص می‌داد. وی همچنین برنامه‌ ای را به نام فارسی‌سرایان کرد در رادیو فارسی کرماشان نوشته و خود دیگران به اجرا و گویندگی آن میپرداختند . همچنین برنامه هایی چون پیاوانی به ناو بانگی ئیسلام ( مردان پر آوازه در اسلام ) عیرفان مانای چیه؟ و چند برنامه دیگر از نوشته های وی است. سواره ایلخانی‌زاده نیز برنامه‌ای به نام تاپۆ و بۆمه‌لێڵ اجرا می‌کرد که هفته‌ای ۱۵ دقیقه پخش می‌شد.

## ارکستر
ارکستر رادیو کردی کرمانشاه در سال ۱۳۴۲ شکل گرفت و از آن زمان تا سال ۱۳۴۵ به سرپرستی مجتبی میرزاده به فعالیت می‌پرداخت. در این مدت خوانندگانی مانند حسن زیرک، اسماعیل مسقطی، ابراهیم خوشنوا، مرتضی تندرو، سیف‌الله نادرشاهی، هاشم ربیعی و ... با ارکستر همکاری می‌کردند. پس از آنکه در سال ۱۳۴۵ میرزاده به تهران رفت، محمود مرآتی سرپرستی ارکستر را بر عهده گرفت.
در دههٔ ۱۳۵۰ تا سال ۱۳۵۷ مظهر خالقی مدیریت رادیو و تلویزیون کرمانشاه را بر عهده داشت. در این دوران خوانندگانی همچون حشمت‌الله لرنژاد، اسماعیل پیرخدری، فیروز سابور، اسماعیل سابور، سعید قندی، حسین البرزی و … با ارکستر رادیو کردی کرمانشاه همکاری می‌کردند.
از جمله نوازندگان ارکستر رادیو کردی کرمانشاه می‌توان به اسماعیل مسقطی، بهمن پولکی، اسکندر قوره‌دان، محمد عبدالصمدی، محمود مرآتی، ابوالقاسم پرندیان، محمود آهوان، محمود بلوری، اکبر ایزدی و … اشاره کرد. صدابردار بیشتر آثار به جای مانده از این ارکستر، بهمن طهموری و فیروز آجیل‌چی بوده‌اند.

## آرشیو رادیو
در جریان انقلاب بهمن ۱۳۵۷، مقر رادیو مورد هجوم نیروهای مذهبی قرار گرفته و بخش زیادی از سرودهای متعلق به دههٔ ۱۳۴۰ و ۱۳۵۰ نابود شد. در دههٔ ۱۳۶۰ نیز نیروهایی برای پاکسازی و سانسور آرشیو به کار گرفته شد و لطمهٔ سختی به آرشیو موسیقی رادیو کردی کرمانشاه وارد آمد.